# Phạm Thị Ánh Tuyết
Phạm Thị Ánh Tuyết (sinh năm 1953) là một nghệ nhân ẩm thực người Việt Nam. Bà được xem là một trong những nghệ nhân và đầu bếp nổi tiếng về ẩm thực Hà Nội. Bà được Nhà nước Việt Nam phong tặng danh hiệu nghệ nhân ưu tú.

## Thân thế
Phạm Thị Ánh Tuyết sinh ra trong một gia đình khá giả có nguồn gốc 7 đời ở phố Cửa Bắc, khu vực phố cổ Hà Nội. Ngay từ nhỏ, bà đã được giáo dục quy chuẩn của nữ công gia chánh và tích lũy học hỏi những công thức chế biến ẩm thực truyền thống Việt Nam. Lên 8 tuổi, Ánh Tuyết đã được bà ngoại hướng dẫn những việc nhỏ như nhặt rau, vo gạo cho đến những việc như cắt, tỉa củ quả. Bà cũng được chỉ dạy cách lựa chọn nguyên liệu, nêm nếm gia vị, bày biện mâm cỗ. Ánh Tuyết vào bếp để học nấu ăn từ lúc 9 tuổi. Từ đó, bà bắt đầu bén duyên với ngành nghệ thuật ẩm thực.

## Sự nghiệp
Thập niên 1980, cuộc sống của bà gặp khó khăn. Sau khi tốt nghiệp ngành Công nghệ thực phẩm, bà làm việc trong ngành dịch vụ ăn uống. Để có thêm thu nhập trang trải cuộc sống, ngoài giờ làm việc, bà làm thêm giò, chả đem bán tại các cửa hàng thực phẩm ở chợ Hàng Bè.
Vào năm 1990 hoặc năm 2000 tại Hà Nội, Hội chợ ẩm thực lần đầu tiên được tổ chức tại khách sạn Horison (nay là khách sạn Pullman), Ánh Tuyết đã vượt qua nhiều đầu bếp danh tiếng là bếp trưởng của các khách sạn cao cấp để giành giải Nhất với món gà quay mật ong. Đây được xem là bước ngoặt trong sự nghiệp đối với bà. Sau đó, bà mở một cửa hàng nhỏ vừa kinh doanh vừa giới thiệu vừa quảng bá ẩm thực Hà Nội.
Hơn 40 năm, bà đã mở nhiều lớp dạy nữ công, truyền dạy cách nấu những món ăn truyền thống của người Hà Nội cho nhiều người trong và ngoài nước muốn tìm hiểu về văn hóa ẩm thực Việt Nam nói chung và Hà Nội nói riêng. Trong số đó, nhiều học viên từ các nước Anh, Hoa Kỳ, Pháp, Đức, Hàn Quốc, Tây Ban Nha, Nam Phi đã đến học nấu món ăn truyền thống Hà Nội do bà giảng dạy. Các học viên tham gia khóa học của bà còn được cấp chứng chỉ về việc đã theo một khóa học về ẩm thực Việt Nam.
Từ thành công của nhà hàng đầu tiên, vào năm 2008, bà mở thêm nhà hàng thứ hai cũng mang thương hiệu Nhà hàng Ánh Tuyết tại số 22 phố Mã Mây. Vào Tết Nguyên đán năm 2009, bà hợp tác với Đài Truyền hình Việt Nam thực hiện một cầu truyền hình về ẩm thực Tết từ Việt Nam sang Hoa Kỳ.
Tại APEC Việt Nam 2017 diễn ra tại Đà Nẵng vào tháng 11 năm 2017, bà là người được giao nhiệm vụ nấu ăn thết đãi 21 nguyên thủ quốc gia. Trong vòng 6 tháng chuẩn bị, bà đã phải tính toán để nấu được những món ăn ngon nhất, làm hài lòng 21 nguyên thủ đến từ 21 văn hóa khác nhau. Trong sự kiện này, cả bà và hai người con gái cùng tham gia vào nấu ăn. Bà đã loại bỏ hàng trăm món ăn sang trọng cho đến khi chỉ còn lại 12 thực đơn phù hợp. Phạm Thị Ánh Tuyết đã tuyển 6 món ăn thuần Việt: nem cua bể, nem cuốn rươi, nộm hoa chuối, cá vược hấp ngũ vị, vịt quay da giòn, chè khoai tím.
Ngày 1 tháng 3 năm 2019, bà cũng là một trong ba nghệ nhân nấu ăn của Việt Nam được giao nhiệm vụ thết đãi nhà lãnh đạo Triều Tiên Kim Jong-un. Phạm Thị Ánh Tuyết đã nhận lời tham gia ban giám khảo cuộc thi ''Đi tìm người nấu phở ngon 2020''.  Đại sứ Mỹ tại Việt Nam Daniel Kritenbrink cũng có lần đầu được trải nghiệm gói bánh chưng dưới sự hướng dẫn của bà. Chính bà và những món ăn đặc sản của Hà Nội đã đến với quốc tế qua các kênh truyền hình nổi tiếng như Discovery Channel, BBC, CNN... Ước tính học trò học nấu ăn của nghệ nhân Ánh Tuyết đã lên đến hàng chục nghìn người và đến từ nhiều quốc gia. Bà cũng được mời làm giám khảo nhiều cuộc thi ẩm thực tại Việt Nam và tham gia các buổi tọa đàm về văn hóa ẩm thực truyền thống, các buổi dạy nấu ăn trên các kênh của đài truyền hình.
Năm 2018, bà được trực tiếp chỉ đạo thực hiện món ăn phục vụ cho 61 phu nhân đại sứ quán tại Khu nghỉ dưỡng Flamingo Đại Lải. Bà cũng có kế hoạch mở thêm một nhà hàng thứ ba tại nhà ga cáp treo Bà Nà Hills (Đà Nẵng). Năm 2019, bà là người hướng dẫn nhóm Phụ nữ Cộng đồng ASEAN (AWCH) trải nghiệm làm bánh gối, bánh trung thu tại nhà mình. Nhiều năm qua, bà đã đón tiếp những đoàn khách trong và ngoài nước đến ăn những món ăn truyền thống của Việt Nam trong chính ngôi nhà của mình.

## Thành tích
Vào thời điểm được nhà nước Việt Nam phong tặng danh hiệu "nghệ nhân ưu tú", Phạm Thị Ánh Tuyết cũng là nghệ nhân duy nhất trong lĩnh vực ẩm thực được phong tặng danh hiệu "nghệ nhân dân gian". Bà cũng là một trong 10 người được Thành phố Hà Nội trao tặng danh hiệu Công dân Thủ đô Ưu tú năm 2018. Năm 2021, bà được đề cử danh hiệu Nghệ nhân nhân dân. Tuy nhiên khi được đề cử danh hiệu Nghệ nhân nhân dân thì bà đã không được thông qua vì chưa đủ số phiếu điều kiện.

## Phong cách nấu ăn
Phong cách nấu ăn cũng như phong cách sống của bà được cho là đặc biệt ảnh hưởng từ lối sống của người Hà Nội gốc. Bà cũng thường xuyên nấu ăn với những tập tục mâm cỗ ngày Tết truyền thống của người Hà Nội xưa. Bà cũng cho biết cỗ Tết theo tục lệ cổ tùy thuộc vào hoàn cảnh của từng gia đình mà bày cỗ, nên không theo một quy tắc, một yêu cầu cố định nào cả. Với vai trò là một nghệ nhân ẩm thực dân gian, bà đặc biệt coi trọng việc nấu ăn trong ngày Rằm tháng Giêng. Về ẩm thực Việt Nam, Ánh Tuyết cho biết quan điểm của mình rằng món phở là linh hồn.
Nghệ nhân Ánh Tuyết thường nấu những món ăn bằng nước mắm được làm theo phương pháp truyền thống: phải nặng mùi đặc trưng, đậm đà vị mặn nhưng ngọt hậu. Bà cũng cho biết nước mắm bản thân bà ăn phải nặng mùi. Cũng có dịp bà đảm nhận nhiệm vụ bếp trưởng cho tiệc chiêu đãi của ủy ban Nhân dân thành phố Hà Nội với đối tác nước ngoài. Trong những tiệc chiêu đãi như vậy, bà thường "đề cao sự chu đáo, tỉ mỉ".
Bà cũng bày tỏ việc hiện nay mâm cỗ ngày Tết của người Hà Nội đã không còn giữ được nhiều giá trị truyền thống như xưa, cũng như vấn đề làm ẩm thực một cách vội vã, công nghiệp hóa.

## Nhận định
Phạm Thị Ánh Tuyết được báo chí phong là "đệ nhất ẩm thực Hà Thành" khi bà có công sức gìn giữ tinh hoa ẩm thực Hà Nội, cũng như việc nắm giữ những bí quyết nghề nghiệp của nhiều làng nghề nổi tiếng. Bà cũng được xem là người "truyền lửa" niềm đam mê với văn hóa ẩm thực Hà Nội. Đầu bếp Anthony Bourdain, người đưa Tổng thống Mỹ Barack Obama đi ăn món bún chả sang thăm Việt Nam, Bộ Ngoại giao Việt Nam đã giới thiệu nghệ nhân Ánh Tuyết với món gà quay mật ong và lời khen của ông dành cho bà là "Món gà quay ngon nhất thế giới".